# Guido Scorza
Guido Scorza (Roma, 8 dicembre 1973) è un giurista italiano.
È avvocato civilista, abilitato all'esercizio davanti alle giurisdizioni superiori, giornalista pubblicista e docente in materia di diritto delle nuove tecnologie.
È componente del Collegio del Garante per la protezione dei dati personali, eletto dalla Camera dei deputati il 14 luglio 2020.

## Biografia
Laureatosi all'Università LUISS Guido Carli di Roma, si è specializzato in informatica giuridica al Cirsfid dell'Università di Bologna, nella quale insegna Diritto dell'informatica giuridica dal 2001. Dal 2002 al 2008 ha insegnato Diritto dell'informatica presso la Scuola allievi dell'Arma dei Carabinieri, dal 2004 al 2007 Diritto di internet all'European School of Economics, dal 2007 al 2010 Diritto, organizzazione e gestione della sicurezza all'Università "La Sapienza" di Roma.
Nel 2008 è tra i fondatori dell'Istituto per le politiche dell'Innovazione di cui è anche presidente. Nel maggio del 2011 fonda E-Lex, studio legale specializzato in diritto delle nuove tecnologie, privacy, proprietà intellettuale ed industriale, diritto antitrust. Lascia entrambi gli incarichi nel 2020 quando viene eletto componente del Collegio del Garante per la protezione dei dati personali. Nel 2011 partecipa quale rappresentante per la società civile all'incontro preparatorio di Parigi in vista della riunione del G8 di Dauville del 26 e 27 maggio 2011.
Esperto in politiche dell'innovazione in ambito nazionale ed europeo, è componente della struttura di missione per l'Agenda digitale della Presidenza del Consiglio dei ministri (2013-2014) e in seguito Responsabile degli affari regolamentari nazionali ed europei del Team per la trasformazione digitale della Presidenza del Consiglio dei Ministri (2016-2019).
Tra il settembre 2019 e il luglio 2020 è consigliere giuridico del Ministro per l'innovazione tecnologica e la digitalizzazione, Paola Pisano.
Nel settembre del 2014 è uno dei sei italiani ad essere ascoltato dal Comitato di esperti nominato da Google dopo la sentenza C-131/12 della Corte di Giustizia dell'Unione europea del 13 maggio 2014 (caso Google Spain contro Agencia Española de Protección de Datos (AEPD) e Mario Costeja González).
Dal 2016 al 2020 è consigliere d'amministrazione di Altroconsumo, alla quale presta assistenza legale nella vicenda del Dieselgate contro Volkswagen e FIAT.
In prima linea nella "battaglia" per la liberalizzazione del mercato dell'intermediazione dei diritti d'autore, dal 2016 al 2020 è consigliere d'amministrazione di Soundreef, entità di gestione indipendente di diritti d'autore, primo concorrente in Italia della Società Italiana degli Autori e Editori (SIAE), e dal 2018 al 2020 presidente del Consiglio di amministrazione di LEA, Liberi editori e autori, primo organismo di gestione collettiva dei diritti d'autore a fare concorrenza alla SIAE.
Negli stessi anni prosegue l'attività di docenza in materia di privacy e di diritto e nuove tecnologie presso numerosi enti di formazione e atenei, dove tuttora tiene lezioni, come l'Università di Pisa e l'Università Europea di Roma. È docente del Master in Diritto delle nuove tecnologie e Informatica giuridica dell'Università di Bologna e del Master in Responsabile della protezione dei dati personali dell'Università degli studi Roma Tre. È inoltre professore a contratto di Protezione dei dati personali e tutela dei diritti fondamentali - Clinica legale privacy, presso il Dipartimento di giurisprudenza dell'Università degli studi Roma Tre e di Diritto del commercio internazionale e della comunicazione digitale e di Diritto della comunicazione e del commercio digitale, presso l'Università degli Studi Internazionali di Roma (UNINT).
È stato rappresentante vicario del Governo italiano presso il GAC – Government advisory Board dell'ICANN, nonché componente del sottogruppo policy del Comitato Ad Hoc sull'Intelligenza Artificiale (CAHAI) del Consiglio d'Europa.
Dal 2020, come componente del Collegio del Garante per la protezione dei dati personali, è relatore di numerosi provvedimenti, ad esempio quello su Clearview AI e il sistema Sari Real Time in materia di trattamento dei dati biometrici e riconoscimento facciale, quello nei confronti di TikTok relativo alla delicata questione dell'age verification, che ha disposto il blocco immediato dell'uso dei dati degli utenti di cui non è stata accertata con sicurezza l'età anagrafica o quello nei confronti di Clubhouse, il social network basato sullo scambio di chat vocali.
Relatore in numerosi seminari, conferenze e convegni in Italia e all'estero, è giornalista pubblicista, blogger e podcaster. Scrive, tra gli altri, su Il Fatto Quotidiano, La Repubblica, Il Corriere delle Comunicazioni, L'Espresso, Wired, HuffPost Italia, affaritaliani.it, su temi legati a privacy, proprietà intellettuale, diritto, politica dell'innovazione, intelligenza artificiale, minori.
In collaborazione con alcune testate giornalistiche promuove iniziative volte a sensibilizzare l'opinione pubblica sui grandi temi della privacy.

## Opere
Guido Scorza è autore e coautore di molti libri e prefazioni:
- Smetti di farti spiare, difendi la tua privacy, (a cura di) Nicola Bernardi, Mondadori Università, 2025.
- Diario di un chatbot sentimentale, Luiss University Press, 2025.
- La privacy degli ultimi, con Eduardo Meligrana, Rubbettino, 2022.
- Metaverso, (a cura di) Giuseppe Cassano e Guido Scorza, Pacini Giuridica, 2022.
- GDPR e Normativa Privacy Commentario, II ed., IPSOA, Torino, 2022.
- “The protection of personal data concerning health at the European Level – A comparative Analysis”, Editor Guerino Fares – G.Giappichelli Editore, 2021.
- “Il Data Protection Officer tra regole e prassi”, con Rocco Panetta, Mauro Tommaso e Federico Sartore, Giuffrè, 2021.
- La privacy spiegata semplice ai più giovani (e ai loro genitori), con Michela Massimi, Mondadori, 2021.
- Processi al futuro: Quando la tecnologia ha incrociato il diritto, Egea, Milano, 2020.
- Intelligenza Artificiale, L'impatto sulle nostre vite, diritti e libertà, con Alessandro Longo, Mondadori, 2020.
- Governare il futuro, Gedi, Milano, 2018.
- GDPR e Normativa Privacy Commentario, IPSOA, Torino, 2018.
- La privacy nelle comunicazioni elettroniche in Colapietro C. e Califano L. (a cura di) Innovazione tecnologica e valore della persona: il diritto alla protezione dei dati personali nel Regolamento UE 2016/679, EDITORIALE SCIENTIFICA, Napoli, 2017.
- Internet i nostri diritti, con Anna Masera, Editori Laterza, Roma-Bari, 2016.
- Meglio se taci. Censure, ipocrisie e bugie sulla libertà di parola in Italia, con Alessandro Gilioli, Baldini & Castoldi, Milano, 2015.
- Diritto dell'Internet – Manuale operativo (a cura di) Giuseppe Cassano, Guido Scorza e Giuseppe Vaciago, Cedam, 2013.
- Il Contratto del commercio elettronico, in Diritto dell'internet e delle nuove tecnologie telematiche, Cedam, 2009.
- Le vendite dei beni di consumo, I contratti di credito al consumo, I contratti del commercio elettronico con i consumatori, in La tutela dei diritti, Cedam, 2008.
- Il conflitto tra copyright e privacy nelle reti Peer to Peer: in margine al caso Peppermint, in Riv. Dir. Internet, 5, Ispoa, 2007.
- I contratti del consumatore nel nuovo codice del consumo, Cedam, 2007.
- Annotazioni giurisprudenziali sulla Legge sul diritto d'autore, in Leggi complementari al codice civile, Giuffré, 2007.
- Contratti con i consumatori, in Contratti e tutela dei consumatori, Utet, 2007.
- La tutela dei diritti dei consumatori, in Nuovi ambiti di tutela della personalità, Giappichelli, 2007.
- La concorrenza in Internet, in Computer Business Review Italy, 2006.
- Acquisto e riuso di software: nuove regole per la PA, in Computer Business ReviewItaly, 2005.
- Storia e funzioni del brevetto per invenzioni industriali, in Le nuove frontiere della brevettabilità, Computer e nuove tecnologie, Osservatorio Parlamentare, 2005.
- Elementi di diritto dell'informatica, Simone, Napoli, 2004.
- Il Marketing, in Il Codice in materia di protezione dei dati personali, Commentario sistematico al D. Lgs. 30 giugno 2003, n. 196, Cedam, 2004.
- Consumatore telematico, in Commercio elettronico e tutela del consumatore, Giuffré, 2003.
- L'informazione e l'editoria in Internet, in Diritto delle nuove tecnologie informatiche e dell'INTERNET, Ipsoa, 2002.
- La tutela giuridica del software, in Manuale di diritto dell'informatica e delle nuove tecnologie, Clueb, 2002.
- La Tutela giuridica del software, in L'informatica del pianeta giustizia, Seminario di Studi, Tribunale di Cassino, 1997.